# (33562) Amydunphy
1999 JO24 (asteroide 33562) é um asteroide da cintura principal. Possui uma excentricidade de 0.12426530 e uma inclinação de 5.90625º.
Este asteroide foi descoberto no dia 10 de maio de 1999 por LINEAR em Socorro.